# Northfleet
Northfleet is een plaats en civil parish in het bestuurlijke gebied Gravesham, in het Engelse graafschap Kent met 13.300 inwoners.

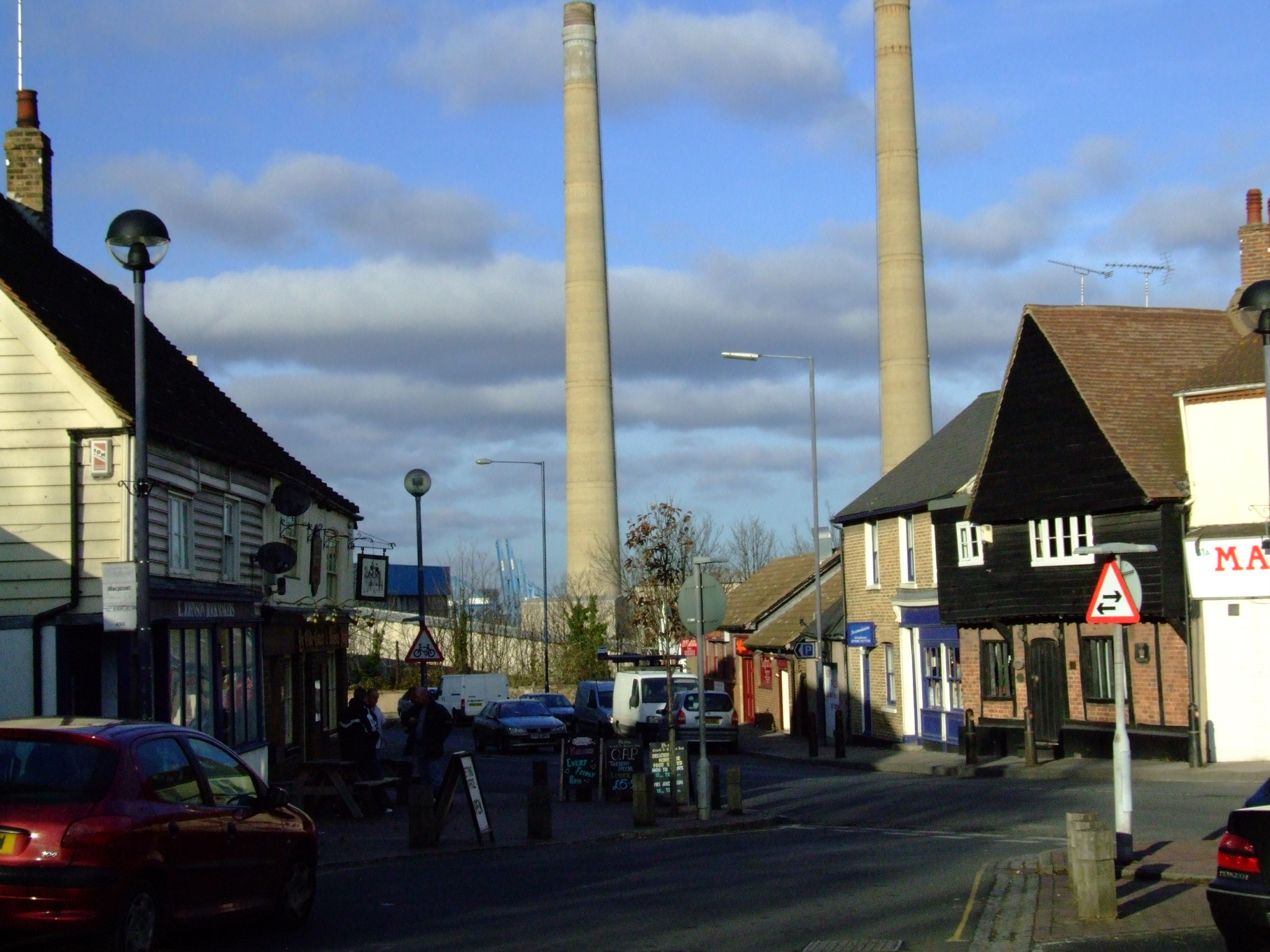
High Street, Northfleet
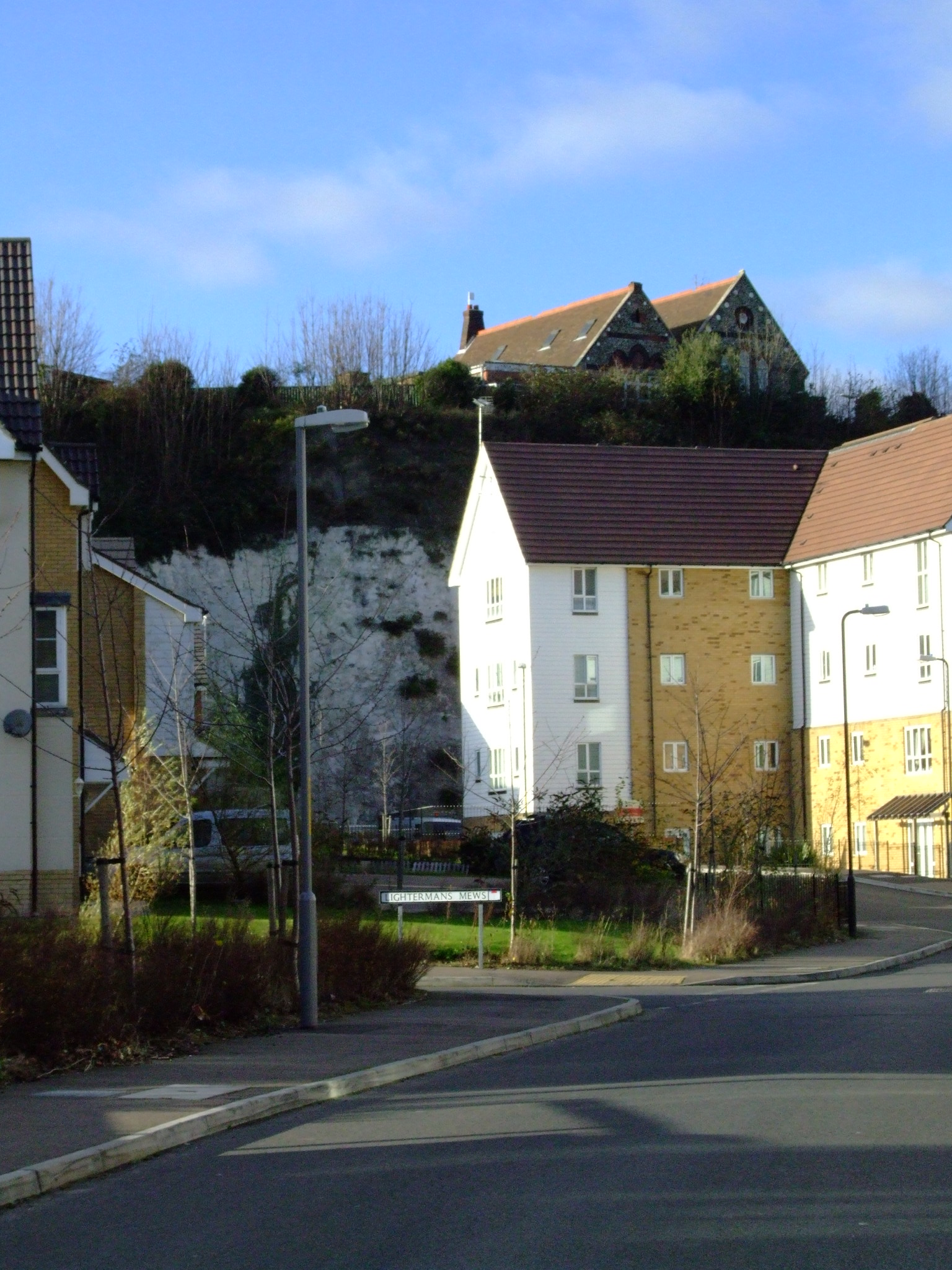
Huizen in Northfleet
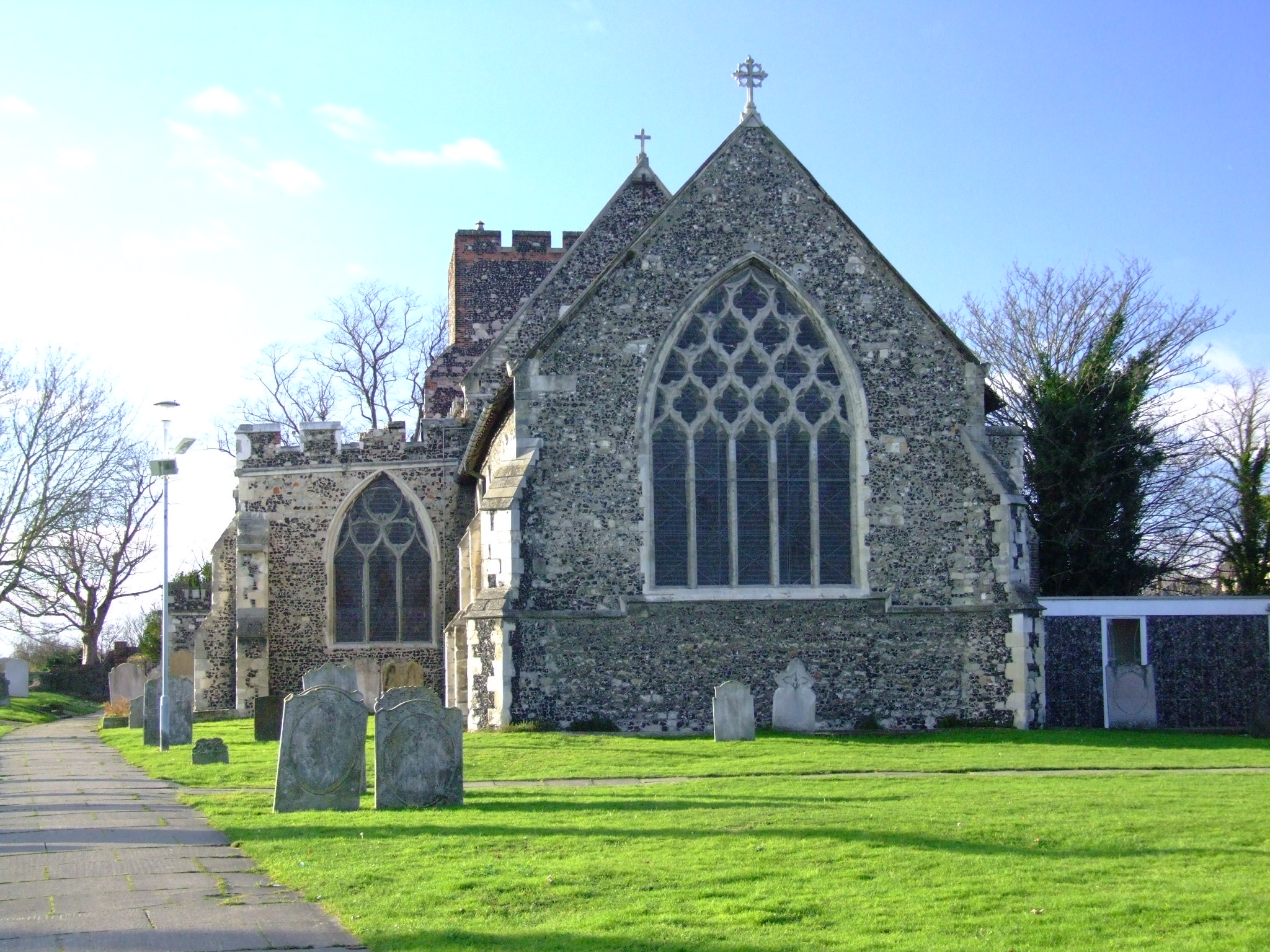
Kerk van St Botolph, Northfleet
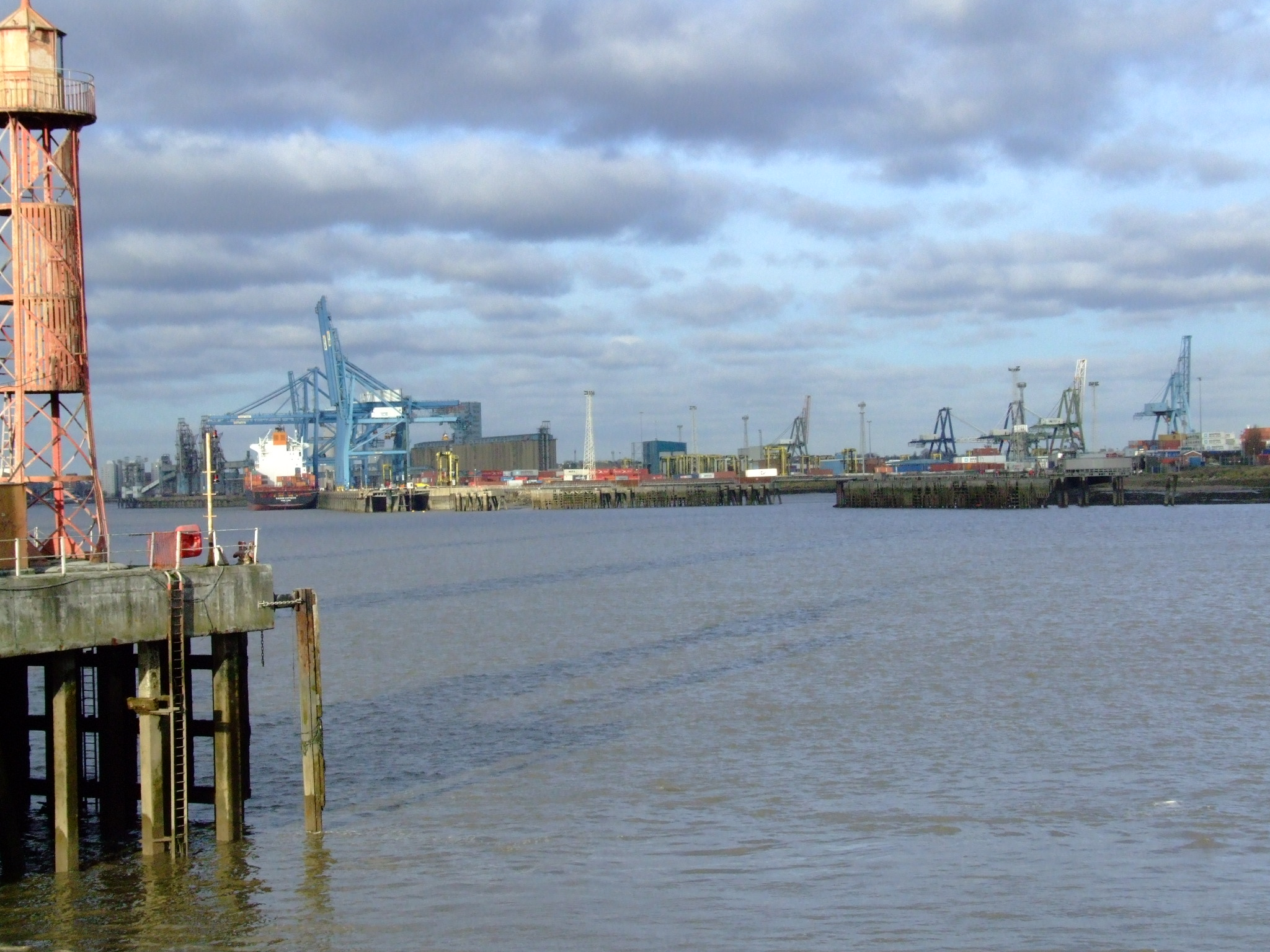
De Thames bij Northfleet

## Geboren in Northfleet
- Arthur Greenslade (1923-2003), dirigent en arrangeur